# Mîrne, Șîroke
Mîrne (în ucraineană Мирне) este un sat în comuna Cervone din raionul Șîroke, regiunea Dnipropetrovsk, Ucraina.

## Demografie
Componența lingvistică a localității Mîrne
     Ucraineană (92,11%)
     Rusă (7,89%)
Conform recensământului din 2001, majoritatea populației localității Mîrne era vorbitoare de ucraineană (92,11%), existând în minoritate și vorbitori de rusă (7,89%).